# Карпов, Виктор Васильевич
Виктор Васильевич Карпов (20 января 1927, Ярославль — 22 ноября 1993, там же) — советский психолог, педагог, ректор Ярославского государственного педагогического института имени К. Д. Ушинского.

## Биография
Родился 20 января 1927 года в семье работников текстильной фабрики «Красный Перекоп». В 1945 году окончил школу № 40 и поступил в Ленинградский институт инженеров железнодорожного транспорта, где отучился только год, а после перевёлся в Ярославский технологический институт.
К концу 3 курса, 3 июня 1948 года Виктор Карпов был арестован по сфабрикованному делу о молодёжной контрреволюционной организации. Тогда было арестовано шесть студентов и инженер ярославского завода «Пролетарская свобода». 21 августа 1948 года всех осудили по статье 58 пункты 10 и 11. Виктор Карпов получил десять лет лагерей.
Виктор Васильевич был отправлен на шахты «Интауголь» в Заполярье, где работал машинистом электровоза и горным мастером. Освободился осенью 1954 г. В Ярославле ему помогли устроиться на должность лаборанта кафедры физической географии Ярославского педагогического института имени К. Д. Ушинского. Летом 1955 года поступил на заочное отделение историко-филологического факультета ЯГПИ по специальности «русский язык и литература». Учёбу совмещал сначала с работой литературного сотрудника газеты «Северный рабочий», а затем — ответственного секретаря редакции институтской газеты «За педагогические кадры». 27 февраля 1958 года Виктор Васильевич был полностью реабилитирован.
В 1959 г. В. В. Карпов окончил историко-филологический факультет ЯГПИ и начал работать заведующим учебной частью института. Через год поступил в аспирантуру на кафедру психологии. Его научным руководителем стал создатель ярославской психологической школы профессор В. С. Филатов. В 1964 г. Карпов в Москве, в Научно-исследовательском институте общей и педагогической психологии АПН СССР, защитил диссертацию «Сигнальное программирование и формирование оптимального темпа работы».
С 1963 г. Карпов работал преподавателем кафедры психологии ЯГПИ, читал лекции руководителям, инженерам и техникам ярославских предприятий по проблемам инженерной психологии. В конце 1960-х гг. назначен деканом историко-филологического факультета, потом проректором по учебной работе. В январе 1970 г. В. В. Карпов назначен ректором Ярославского педагогического института.
Обязанности ректора Виктор Васильевич выполнял в течение десяти лет. С 1979 по 1990 гг. был проректором по научной работе.

## Признание
Его творческое наследие составили около 40 научных и научно-методических работ общим объёмом более 80 печатных листов, в том числе 6 монографий. Четыре его работы (в соавторстве с женой Тамарой Васильевной) посвящены жизни и педагогическому наследию К. Д. Ушинского.
Награждён золотой медалью К. Д. Ушинского, а также одной из высших зарубежных педагогических наград — медалью Яна Амоса Коменского за выдающийся вклад в развитие педагогики и психологии. Он был избран почетным действительным членом Международной академии психологических наук. Также был награждён орденом «Знак Почета», медалью «За доблестный труд», имел звание «Отличник народного просвещения РСФСР».